# Faradaysche Gesetze
Die nach ihrem Entdecker Michael Faraday benannten Faradayschen Gesetze beschreiben den Zusammenhang zwischen elektrischer Ladung und Stoffumsatz bei elektrochemischen Reaktionen, z. B. bei der Elektrolyse. Sie sind daher Grundgesetze der Elektrochemie und der Elektrolyse. Traditionell heißen die Gesetze Faradaysche Gesetze der Elektrolyse, sie sind aber auch für die Stoffumsätze in galvanischen Zellen, d. h. Batterien, Akkumulatoren und Brennstoffzellen gültig. Davon zu trennen ist das Faradaysche Gesetz der Induktion, welches sich auf die elektromagnetische Induktion bezieht; siehe Begriffsklärungshinweis am Beginn des Artikels.

## Grundbegriffe der Elektrolyse
Die Elektrolyse, eine Methode der Elektrochemie, erlaubte es im 19. Jahrhundert erstmals, einige neu entdeckte Metalle in elementarer Form darzustellen. Dabei wird ein elektrischer Strom durch eine Schmelze aus Verbindungen dieser Metalle geleitet. Diese Methode nannte Faraday Elektrolyse (nach einem griechischen Ausdruck für „mittels Elektrizität befreien“).
Faraday bezeichnete eine Flüssigkeit oder eine Lösung, die elektrische Leitfähigkeit besaß, als Elektrolyt. Die Metallstäbe, die in die Flüssigkeit oder Lösung eingetaucht wurden, bezeichnete er als Elektroden (nach dem griechischen Wort für „die Straße der Elektrizität“). Die  Elektrode, in die der externe Strom fließt, nannte er Anode (ἄνοδος „Aufstieg“). Entsprechend bezeichnete er die  Elektrode aus welcher der Strom herausfließt als Kathode (κάϑοδος „Hinabweg“).
Faraday verglich den Elektrizitätsfluss mit Wasser, das von oben (bei Elektrizität also von der Anode) nach unten (zur Kathode) fließt. Er folgte damit dem Beispiel Franklins, der einen Elektrizitätsfluss von positiv nach negativ definiert hatte. Das ist auch die Transportrichtung von positiv geladenen Ladungsträgern, die Definition der Stromrichtung sagt nichts über das Vorzeichen der Ladung der Ladungsträger aus. In Elektrolyten befinden sich positive und negative Ladungsträger, die Ionen genannt werden, während in metallischen Leitern die Ladungsträger negativ geladene Elektronen sind. Positiv geladene Ionen werden Kationen und negative geladene Anionen genannt. Die Bezeichnung leitet sich aus dem Namen der Elektrode umgekehrten Vorzeichens ab, an der diese Ionen abgeschieden werden.

## Faradays Gesetze

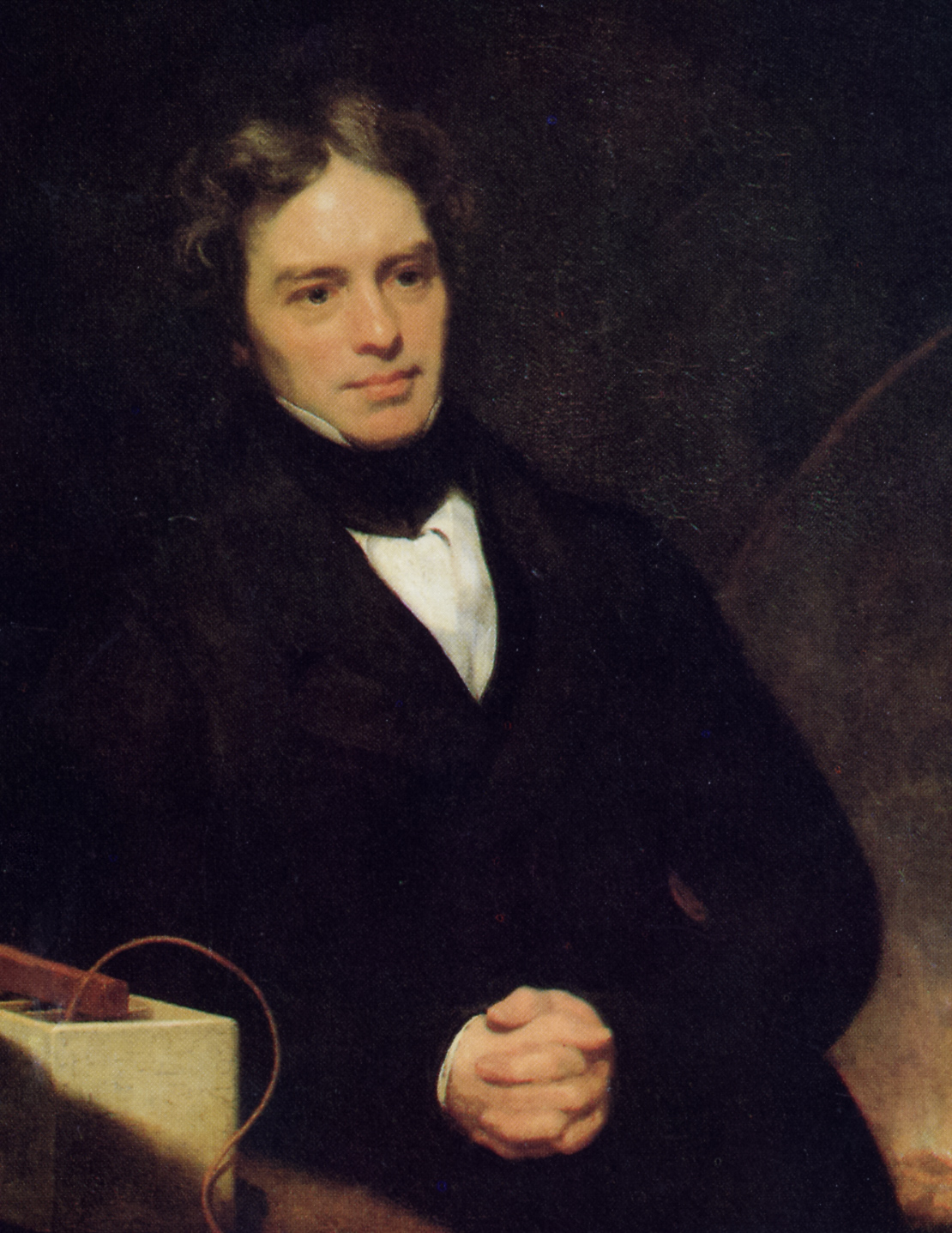
Michael Faraday auf einem etwa 1841/42 entstandenen Ölgemälde

Im Jahre 1834 veröffentlichte Faraday die Grundgesetze der Elektrolyse, heute bekannt als Faradaysche Gesetze:
1. Faradaysches Gesetz
Die Stoffmenge, die an einer Elektrode während der Elektrolyse abgeschieden wird, ist proportional zur elektrischen Ladung, die durch den Elektrolyten geschickt wird (n ~ Q).
2. Faradaysches Gesetz
Die durch eine bestimmte Ladungsmenge abgeschiedene Masse eines Elements ist proportional zur Atommasse des abgeschiedenen Elements und umgekehrt proportional zu seiner Wertigkeit (also zur Anzahl von einwertigen Atomen, die sich mit diesem Element verbinden können).

## Heutige Formulierung
Um ein Mol eines einwertigen Ions elektrolytisch abzuscheiden, wird die Ladungsmenge bzw. Ladung Q1 benötigt:
{\displaystyle {\frac {Q_{1}}{\text{1 mol}}}=e\cdot N_{\mathrm {A} }=F}
Dabei ist e die Elementarladung und NA ist die Avogadro-Konstante, die besagt, wie viele Teilchen ein Mol enthält. F ist die Faraday-Konstante von 96485 C/mol und sie ist gleich der Ladung, die zur Abscheidung eines Mols eines einwertigen Stoffes benötigt wird. Sie ist auch gleich dem Betrag der Ladung eines Mols Elektronen, der zur Abscheidung benötigt bzw. abgegeben wird.
Um eine beliebige Stoffmenge eines z-wertigen Ions elektrolytisch abzuscheiden, braucht es die Ladung:
{\displaystyle Q=n\cdot z\cdot F}
mit
- der Ladungszahl z des verwendeten Ions
- der Stoffmenge n
- der Faraday-Konstante F.

Wegen der Definition der molaren Masse M kann für die Masse m eines Stoffes geschrieben werden:
{\displaystyle m=M\cdot n}
mit Masse m des Stoffes, der molaren Masse M und der Stoffmenge n des Stoffes. Wird nun die zweite Gleichung nach n umgestellt und in die Gleichung der Masse m eingesetzt, so folgt:
{\displaystyle m={M\cdot Q \over z\cdot F}}
Dabei ist hier die Masse m die Masse des durch Elektrolyse abgeschiedenen Stoffes.
Diese Gleichung fasst die beiden Faradaygesetze in einer Beziehung zusammen. Daher können solche Gleichungen auch mit dem Singularbegriff „das Faradaygesetz“ bezeichnet werden.
Definiert man das elektrochemische Äquivalent Äe
{\displaystyle {\ddot {A}}_{e}={\frac {M}{z\cdot F}}}
so erhält man die Gleichung
{\displaystyle m={\ddot {A}}_{e}Q}.
Diese Gleichung folgt aus dem ersten Faradayschen Gesetz, allerdings ist in ihr die Proportionalität der Ladung zur Masse des Stoffes ausgedrückt.
Durch Umstellen der Gleichung weiter oben erhält man die Ladung Q, die notwendig ist eine bestimmte Masse m des Stoffes durch Elektrolyse abzuscheiden:
{\displaystyle Q={m\cdot z\cdot F \over M}}
Bei konstanter Stromstärke I ist die Ladung Q der Elektrolysezeit t proportional:
{\displaystyle Q=I\cdot t}
Wird dies in die Gleichung über die Masse m des elektrolytisch abgeschiedenen Stoffes eingesetzt, so folgt:
{\displaystyle m={M\cdot I\cdot t \over z\cdot F}}
Diese Gleichung sagt aus, wie groß die abgeschiedene Masse m des Stoffes in Abhängigkeit von der (konstanten) Stromstärke und der Elektrolysezeit ist. Dabei sind M und F Konstanten. Durch Umstellen dieser Gleichung erhält man für die Elektrolysezeit t:
{\displaystyle t={m\cdot z\cdot F \over M\cdot I}}
Diese Gleichung besagt, wie lange die Elektrolysezeit sein muss, um eine bestimmte Masse eines abgeschiedenen Stoffes bei einer gegebenen konstanten Stromstärke elektrolytisch abzuscheiden.

## Anwendungen
Die Faradayschen Gesetze dienten als Stütze der Atomtheorie, also als starker Hinweis, dass es Atome und Ionen gibt: Wie aufgrund des Millikan-Versuchs bekannt ist, ist die elektrische Ladung gequantelt, d. h., es gibt eine kleinste elektrische Ladung, die Elementarladung. Da gemäß den Faradayschen Gesetzen die Stoffmenge proportional zur Ladung ist, folgt sofort, dass bei der Elektrolyse die Stoffe in kleinsten Portionen umgesetzt werden, eben den Atomen oder den Ionen, die eine Ladung tragen, die entweder der Elementarladung oder einem vielfachen davon entspricht.
Weitere historisch wichtige Anwendungen sind die Bestimmung relativer Molmassen M und von Ladungszahlen z. Dazu wurden zum Beispiel zwei hintereinander geschaltete Elektrolysezellen benutzt, wobei etwa in der einen zwei Silberelektroden in eine Silbersalzlösung tauchen. Da die Zellen in Reihe geschaltet sind, fließt durch beide Zellen dieselbe Ladung, und wenn in der einen ein Mol Silber umgesetzt wird, wird in der anderen 1 mol/z umgesetzt.
Die Faradayschen Gesetze werden auch in der Galvanik angewandt, wo sie z. B. bei bekannter geometrischer Oberfläche A eines Werkstücks die Abschätzung der Schichtdicke d erlauben. Nach der Definition der Dichte ({\displaystyle \varrho }) gilt
{\displaystyle \varrho ={m \over V}={m \over d\cdot A}}.
Damit erhält man
{\displaystyle d={M\cdot Q \over z\cdot A\cdot \varrho \cdot F}={M\cdot I\cdot t \over z\cdot A\cdot \varrho \cdot F}.}

## Historisches
1833 berichtete Michael Faraday, dass die umgesetzte Stoffmenge nicht der Stromstärke, sondern der Ladung proportional sei (“When electro-chemical decomposition takes place, there is great reason to believe that the quantity of matter decomposed is not proportionate to the intensity, but to the quantity of electricity passed”). In seiner zusammenfassenden Arbeit von 1834 stellte er die Gesetze klar heraus. Obwohl einige Wissenschaftler die Bedeutung und die Richtigkeit der Faradaygesetze bald erkannten, wurden sie zwischen 1834 und 1880 weitgehend missachtet, vor allem da der anerkannte Chemiker Jöns Jakob Berzelius sie für falsch hielt, weil er Stromstärke und Ladung nicht korrekt unterschieden hatte.
Die Faradaygesetze wurden möglicherweise unabhängig von Carlo Matteucci entdeckt. Matteucci selbst schrieb 1839, er habe sie selbständig entdeckt. Da seine Arbeiten jedoch im Oktober 1834 bzw. 1835 veröffentlicht wurden, so dass nicht ausgeschlossen werden kann, dass er Faradays davor veröffentlichte Ergebnisse kannte, gilt Faraday als Entdecker, so dass die Gesetze ausschließlich seinen Namen tragen.
Ab 1881 wurden die Faradayschen Gesetze in Wissenschaft und Technik häufig benutzt, insbesondere wurde die Elektrolyse auch zur Bestimmung von Ladungen und Stromstärken im Gleichstromkreis benutzt. Die dazu verwendeten Geräte hießen im 19. Jahrhundert Voltameter, später Coulometer. Ab 1938 wurde umgekehrt die Ladungsmessung zur quantitativen Analyse benutzt, die Methode heißt Coulometrie.